# Arnoiotn
Arnoiotn fou un districte de Baspracània al sud-oest del país. La muntanya Arnos (al nord) li donava el nom.
Limitava al nord amb el Bogunik; a l'est amb l'Andzevatsik; a l'oest amb Mokq; i al sud amb Kordik (Corduena) i Tshauk.

## Mapa d'Arnoiotn
L'Enciclopèdia Soviètica d'Armènia publicà una sèrie de mapes entre els quals hi ha el de la regió baspracània d'Arnoiotn.

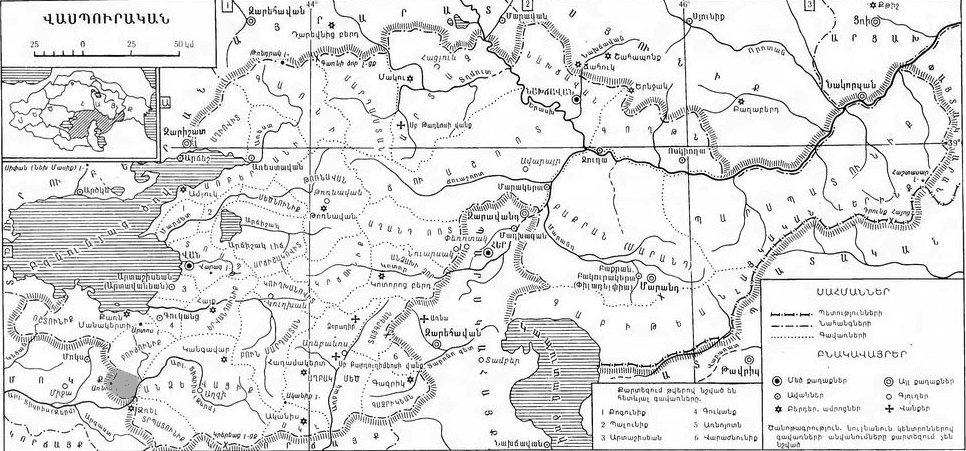
Mapa de la regió baspracània d'Arnoiotn ombrejada al sud de l'estany Van. Enciclopèdia Soviètica.